# 우술임
우술임(禹述任, 1803년 ~ 1846년 9월 20일)은 조선의 천주교 박해 때에 순교한 한국 천주교의 103위 성인 중에 한 사람이다. 세례명은 수산나(Susanna)이다.

## 생애
우술임은 경기도 양주에 있는 한 이교도 양반 집안의 딸로 태어났다. 그는 15세에 인천의 한 천주교인 남성에게 시집 갔고, 그 후에 천주교에 입교하였다.
1828년에 그녀는 한 차례 체포되어 2개월 동안을 수감되어 있으면서 가혹한 고문을 받았고 사형당할 뻔도 하였다. 그러나, 그녀는 해산이 임박하였기 때문에 석방되어 집으로 돌아갔다. 고문으로 인한 후유증은 여생동안 그녀를 괴롭혔다.
1841년 그녀의 남편이 세상을 떠났고, 그녀는 상경하여 과부인 교우 이간난의 집에 얹혀 살면서 서로 도우며 열심한 신앙생활을 계속하였다. 그녀는 여러 집의 하녀로 일했다. 우술임은 하느님에 대한 사랑으로 독실히 기도했으며 자발적으로 종살이를 했다. 그녀는 자신이 후회하는 유일한 것은 순교의 기회를 놓친 것이지만, 하느님은 또 다른 기회를 줄 것이라고 말하곤 했다.
1846년 5월 김대건 신부가 체포되자, 그의 처소에 남아있던 여성 교우들이 현석문의 새 집으로 피신하였는데, 7월 11일에 거기서 우술임은 김임이와 이간난 그리고 정철염과 함께 체포되었다. 그들은 두 달 이상을 수감되어 있으면서 여러 차례의 극심한 고문으로 고통받았다. 관찬 기록(《승정원일기》)에 따르면, 1846년 9월 20일에 우술임과 여섯 명의 교우는 장살형을 받았다고 한다. 하지만, 그들은 사실상 교수형으로 죽었다. 우술임은 매를 맞아 거의 반죽음이 된 상태에서 교수형을 받아 순교하였다. 그때 그녀의 나이는 44세였다.

## 시복 · 시성
우술임 수산나는 1925년 7월 5일에 성 베드로 광장에서 교황 비오 11세가 집전한 79위 시복식을 통해 복자 품에 올랐고, 1984년 5월 6일에 서울특별시 여의도에서 한국 천주교 창립 200주년을 기념하여 방한한 교황 요한 바오로 2세가 집전한 미사 중에 이뤄진 103위 시성식을 통해 성인 품에 올랐다.

## 참고 문헌
- 가톨릭 사전: 우술임
- Catholic Bishop's Conference Of Korea. 103 Martryr Saints: 우술임 수산나 Susanna U Sur-im 보관됨 2014-11-29 - 웨이백 머신